# Ernst Specker
Ernst Paul Specker (Zúrich, 11 de febrero de 1920 - Zúrich, 10 de diciembre de 2011) fue un matemático suizo. Gran parte de su trabajo más influyente fue sobre los Nuevos Fundamentos de Quine, una teoría de conjuntos con un conjunto universal, pero es más famoso por el teorema de Kochen-Specker en mecánica cuántica, que muestra que ciertos tipos de teorías de variables ocultas son imposibles. También demostró la relación de partición ordinal ω2 → (ω2, 3)2, resolviendo así un problema de Erdős.
Specker recibió su doctorado en 1949 en la Escuela Politécnica Federal de Zúrich, donde permaneció durante toda su carrera profesional.